# Guémy
Guémy (Nederlands: Gimmeke) is een dorp in de Franse gemeente Tournehem-sur-la-Hem in het departement Pas-de-Calais. Het dorpje ligt in het noordwesten van de gemeente, ruim een kilometer ten westen van het dorpscentrum van Tournehem, langs de Hem.

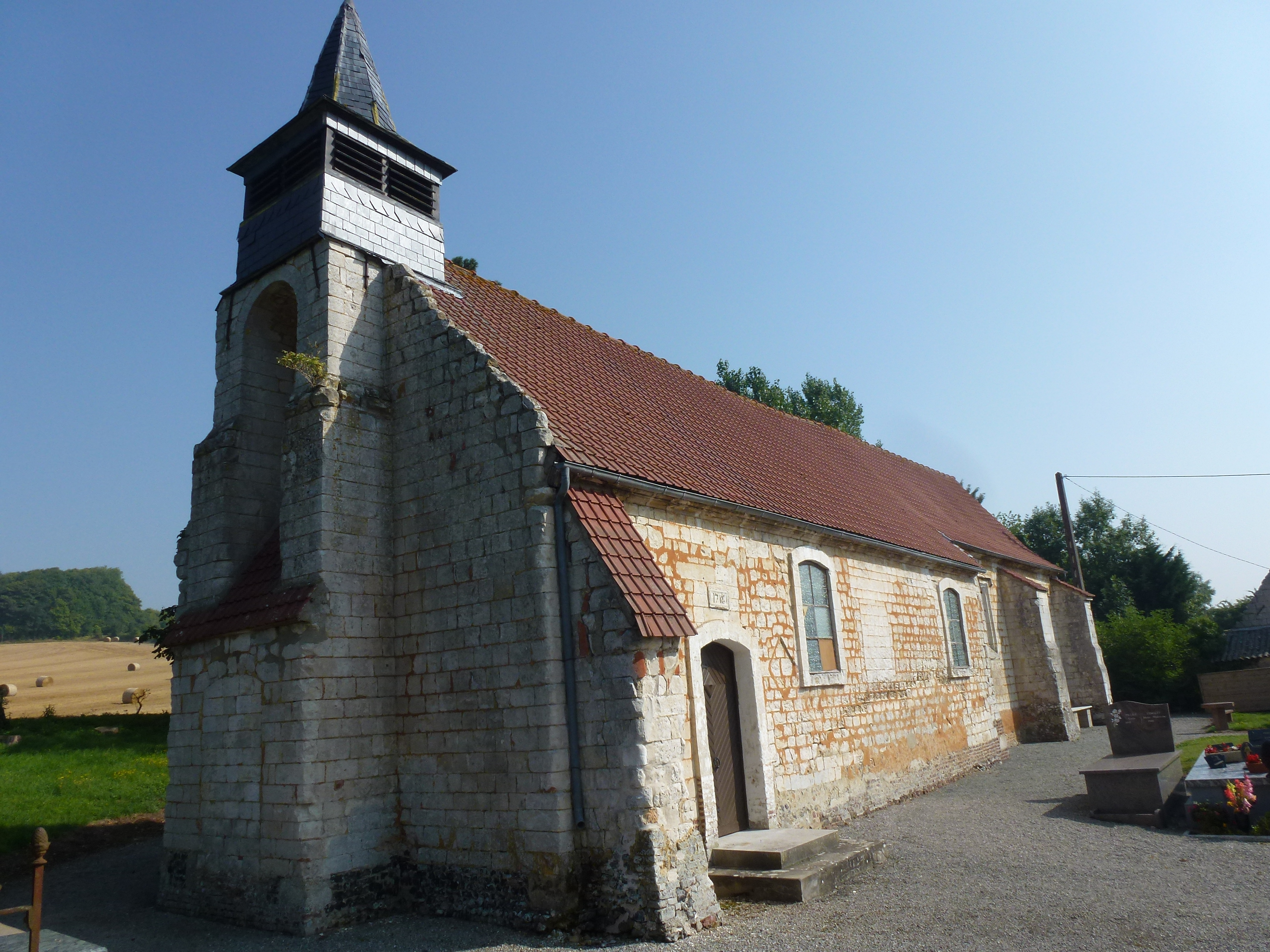
Église de la Nativité-de-Notre-Dame

## Geschiedenis
Een oude vermelding van de plaats gaat terug tot de 9de eeuw als Gimiacum. Uit de 12de eeuw dateren vermeldingen als Gamy, Gemmy, Ghémi enz.
Op het eind van het ancien régime werd Guémy een gemeente.
In 1965 werd de gemeente opgeheven en aangehecht bij de gemeente Tournehem, die in Tournehem-sur-la-Hem werd hernoemd.

## Bezienswaardigheden

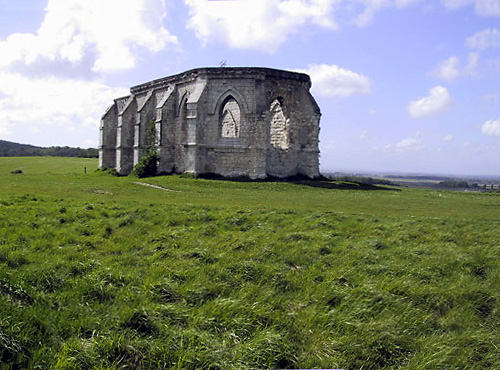
Chapelle Saint-Louis

- De Église de la Nativité-de-Notre-Dame
- De ruïnes van de Chapelle Saint-Louis, op de hoogte (ca. 120 m) ten noordwesten van het dorpscentrum